# Scott Strausbaugh
Scott Strausbaugh (n. 23 iulie 1963, York, Pennsylvania, SUA) este un canoist ce a reprezentat Statele Unite ale Americii, medaliat olimpic. A participat la o ediție a Jocurilor Olimpice (1992) în care a câștigat o medalie de aur.

## Participări
Lista de mai jos prezintă principalele competiții la care a participat Scott Strausbaugh de-a lungul carierei.
- canoeing at the 1992 Summer Olympics – men's slalom C-2[*]